# Свірідов Богдан Романович
Богда́н Рома́нович Свірі́дов, псевдо Сварог  — молодший сержант Збройних Сил України, учасник російсько-української війни, який загинув під час російського вторгнення в Україну.

## Життєпис
Народився та проживав у м. Черкаси. 
У віці сімнадцяти років пішов на захист України в АТО на сході України, пів року був на передовій. В 2016 році успішно пройшов відбір та служив в Французькому іноземному легіоні. Повернувшись до України, з 2018 року проходив службу в батальйоні особливого призначення в Національній поліції, з 2020 року переведений в КОРД.
З початком російського вторгнення в Україну в 2022 році вже 25 лютого 2022 року поїхав у Київ та приєднався до полку ССО Азов Київ на посаді командира взводу. Тримав оборону в Київській області, зокрема Буча, Ірпінь, Горенка. Пізніше був призначений на посаду заступника командира роти та продовжив воювати на Запорізькому та Донецькому напрямках.
27 травня 2022 року нагороджений орденом «За мужність» ІІІ ступеня.
Восени 2022 року під час виконання бойового завдання потрапив в автомобільну аварію. Декілька місяців перебув у комі та помер 6 січня 2023 року.
Похований із почестями у м. Черкаси 11 січня 2023 року .

## Нагороди
- Орден «За мужність» III ступеня (27.05.2022) — за особисту мужність і самовіддані дії, виявлені у захисті державного суверенітету та територіальної цілісності України, вірність військовій присязі.[4]
- Нагрудний знак «За сприяння обороні Києва» (2023)
- Нагрудний знак «Захисник України — Герой Черкас» (2023)